# Додж, Орас Элджин
Орас (Гораций) Элжин Додж-старший (17 мая 1868 — 10 декабря 1920) – один из основателей американской автомобильной промышленности и соучредитель компании Dodge Brothers.

## Ранние годы и бизнес
Он родился в Найлсе, Мичиган, 17 мая 1868 года. Его отцу принадлежал литейный завод и механическая мастерская. Орас Додж и его старший брат Джон Фрэнсис Додж были неразлучны как в детстве, так и во взрослой жизни. В 1886 году братья Доджи переехали в Детройт,  штат Мичиган, где они устроились на работу на котельный завод. В 1894 году они стали работать токарями в канадской типографской компании в Уинсоре, провинция Онтарио.  Для этого им пришлось всего-навсего переправиться на другой берег реки Детройт.
В 1896 году Орас Додж женился на Анне Томпсон, иммигрантке из Шотландии, родившейся в Данди. У пары родились сын Орас-младший и дочь Дельфина. После смерти Ораса Доджа, Анна Томпсон вышла замуж за актёра Хью Диллмана.
В то время как брат Джон Додж был менеджером, ориентированным на продажи, Гораций был одарённым механиком и изобретателем. Он изобрёл первый грязеустойчивый шариковый подшипник. В 1897 году Джон договорился о сотрудничестве с независимым инвестором для того, чтобы создать предприятие по производству велосипедов. Через несколько лет братья продали бизнес и в 1901 году использовали вырученные от продажи средства для того чтобы открыть свой собственный механический цех в Детройте. В первый год своей деятельности компания братьев Додж начала выпускать детали для автомобильной промышленности.

## Автомобили
В 1902 году они выиграли контракт на производство трансмиссий для компании Olds Motor Vehicle Company, на основании которого они создали прочную репутацию качества и обслуживания. Однако в следующем году они отказались от второго контракта с Olds (Oldsmobile) на переоснащение своего завода по производству двигателей для Генри Форда в рамках сделки, которая включала в себя долю в новой Ford Motor Company . Они вложили деньги в бизнес Форда, и в конечном итоге он оказался в долгу перед братьями Додж. К 1910 году Орас Додж и его брат были настолько успешны, что построили новый завод в Хамтрамке, Мичиган.
В течение десяти лет компания братьев Додж была поставщиком для Форда, а Джон Додж работал вице-президентом компании Форд. В 1913 году братья Доджи расторгли контракт с Ford и посвятили свою энергию производству автомобиля Dodge. Они начали производить грузовики, машины скорой помощи и другие транспортные средства для Вооруженных сил США во время наращивания вооружений в Первой мировой войне, а в октябре 1917 года они выпустили свой первый коммерческий автомобиль. В конце войны их компания производила и продавала как легковые, так и грузовые автомобили.
Он был введен в автомобильный зал славы в 1981 году.

## Личная жизнь
Несмотря на свое богатство и растущее влияние в бизнес-сообществе, грубые манеры рыжеволосых братьев Додж   и их агрессивное поведение сделало их социально неприемлемым для большинства богатого элитного населения Детройта. В 1912 году Орас Додж построил особняк из красного песчаника в Гросс-Поинте под названием «Rose Terrace». Огромный дом с садом и лодочным причалом, выходившим на озеро Сен-Клер .
Позднее в 1930-х был построен второй особняк с идентичным названием для супруги Додж Анны Томпсон, чьим архитектором выступал Гораций Трумбер. Архитектурный историк В. Хокинс описывал особняк как «наиболее царственную резиденцию в Гросс-Поинте». В дополнение к Rose Terrace Dodges Анна Томпсон приобрела большое зимнее поместье в Палм-Бич, штат Флорида. Гораций и Анна Додж являлись главными спонсорами нового Детройтского симфонического оркестра и сыграли ключевую роль в строительстве зала оркестра.
Орас Додж, увлечённый строительством скоростной моторной лодки и любителями яхт, заинтересовался двигателями судна, что позволило ему создать морское подразделение в рамках своего автомобильного бизнеса. Он купил несколько паровых яхт, каждая больше и роскошнее, чем предыдущая.  Первые две большие яхты были названы Nokomis, обе были куплены правительством для использования в Первой мировой войне, а вторая была описана как «плавучий дворец», даже несмотря на то, что вскоре после его завершения она была зачищена для использования военно-морским флотом.  Последний, названный Дельфина для его дочери после следования традиции Nokomis на ранней стадии проектирования,  был 257,8-фута (79 м) судно. Строительство началось в 1920 году и было завершено в 1921 году, после его смерти. В последующие годы яхта переживала затопление, разбег по камням и службу в качестве патрульного катера ВМС США во время Второй мировой войны . Дельфина прошла через руки нескольких владельцев, и после капитального ремонта она сегодня отправляется в Средиземное море в качестве роскошного чартера.
Правнук Горация Доджа — кинопродюсер  Джонни Додж.

## Смерть
В 1919 году Генри Форд выкупил акции братьев Додж в Ford Motor Company за 25 миллионов долларов. В январе 1920 года брат Ораса, Джон, умер во время эпидемии гриппа . Он был похоронен в мавзолее в египетском стиле семьи на Детройтском кладбище Вудлон, охраняемом двумя статуями Сфинкса. После того, как в декабре, после нескольких рецидивов, он заразился гриппом, Гораций также умер от осложнений, вызванных пневмонией и циррозом печени, в возрасте 52 лет в Палм-Бич, штат Флорида . Он был похоронен со своим братом в том же мавзолее. Его вдова пережила его на пятьдесят лет.
В 1925 году вдовы Горация и Джона Доджа продали свой автомобильный бизнес инвестиционным банкирам Dillon Read за 170 миллионов долларов. После своей смерти в 1970 году Анна Томпсон Додж оставила город Детройту для строительства Горация Э. Доджа и мемориального фонтана Сон . Фонтан был спроектирован скульптором Исаму Ногучи и открыт в 1978 году как часть городской площади Харт Плаза . Гораций Э. Додж-младший умер в 1963 году в возрасте 63 лет.